# Kyohei Suzaki
Kyohei Suzaki (須崎 恭平 Suzaki Kyohei?, nacido el  de 19 en Tsu) es un exfutbolista japonés. Jugaba de defensa y su último club fue el FC Gifu de Japón.

## Trayectoria

### Clubes
| Club         | País  | Año         |
| ------------ | ----- | ----------- |
| Júbilo Iwata | Japón | 2008 - 2009 |
| FC Gifu      | Japón | 2009        |